# Nasilje nad LGBTQ osobama
Nasilje nad LGBTQ osobama velik je društveni problem, koji se manifestira kroz razne oblike, a pogađa spomenute ljude zbog seksualne orijentacije ili rodnoga identiteta. Neke države imaju zakone koji propisuju kazne za istospolne odnose – u nekim su državama istospolni odnosi kažnjivi smrću. Faktori koji utječu na nasilje mogu biti homofobija (lezbofobija i gejfobija), bifobija i transfobija. Ljudi koji čine napade mogu biti motivirani kulturom, religijom ili politikom.
Trenutno, homoseksualni odnosi legalni su diljem „Zapada“, a mnoge su države donijele zakone protiv diskriminacije ili zločina iz mržnje.
Države u kojima je islam glavna religija često su opasne za LGBT+ osobe, kao i većina afričkih država, izuzev Južne Afrike, koja čak ima bračnu jednakost. Većina azijskih država također predstavlja potencijalnu opasnost – tu se mogu izuzeti Izrael, Japan i Tajvan – kao i Rusija, Srbija, Albanija te Bosna i Hercegovina.
Istospolni su odnosi bili legalni u Rimskome Carstvu sve do uspona kršćanstva; car Justinijan čak je optužio homoseksualce za „zla“ koja se nisu mogla objasniti. Car Konstans I. učinio je rimsku istospolnu zajednicu ilegalnom.
Država za koju se smatra da ima najviše ubojstava transrodnih i transpolnih osoba jest Brazil.

## Poveznice
- Matthew Shepard